# إسثميا (كورينثيا)
إسثميا (Ισθμία) هي مدينة في كورينثيا في مقاطعة كينتريكي إلادا في اليونان.
يبلغ عدد سكانها حوالي 920 نسمة.